# Georg May (Theologe)
Georg May (* 14. September 1926 in Liegnitz, Provinz Niederschlesien) ist ein deutscher katholischer Theologe und Apostolischer Protonotar. Er war Ordinarius für Kanonisches Recht, Staatskirchenrecht und kirchliche Rechtsgeschichte an der Universität Mainz.

## Leben
Nach dem Krieg studierte Georg May Philosophie und Theologie und empfing am 1. April 1951 von Bischof Heinrich Wienken von Meißen die Priesterweihe für das Erzbistum Breslau. May lebt seit seiner Lehrtätigkeit an der Universität Mainz in Budenheim bei Mainz (Landkreis Mainz-Bingen). Im Jahr 2011 wurde er von Papst Benedikt XVI. zum Apostolischen Protonotar (Gruppe der Protonotarii Apostolici supra numerum) ernannt.

## Wissenschaftlicher Werdegang
In München wurde er summa cum laude zum Doktor der Theologie promoviert. Sein Lehrer war der Kanonist Klaus Mörsdorf. Nach seiner Habilitation am 10. Juni 1957 lehrte er Kirchenrecht zuerst in Freising, ab 1960 an der Universität Mainz. Dort hatte er von 1960 bis 1994 den Lehrstuhl für kanonisches Recht, Staatskirchenrecht und kirchliche Rechtsgeschichte inne.
Georg May war intensiv publizistisch tätig und veröffentlichte viele kanonistische, aber auch kirchengeschichtliche und liturgische Werke. Regelmäßige Beiträge erschienen in der von dem Pallottinerpater Gerhard Hermes ab 1970 herausgegebenen Zeitschrift Der Fels. Auch im Ruhestand publiziert er weiter.
Von seinen nichtkanonistischen Werken hat sein Buch über die Katholische Kirche im Dritten Reich besondere Bedeutung erlangt.
Bekannt wurde Prälat Georg May auch durch seine Kritik am Zweiten Vatikanischen Konzil und durch seine Arbeiten über die Tridentinische Messe, als deren wissenschaftlicher Verteidiger er gilt.
In seiner 2022 erschienenen Autobiographie Breslau – München – Mainz. Mein Lebensweg beschreibt May unter anderem die Vertreibung der Deutschen aus der schlesischen Heimat, seinen Weg zum Priestertum und in die wissenschaftliche Forschung sowie die durch das Konzil bedingten Veränderungen in Theologie und Kirche. Auch die gesellschaftlichen Entwicklungen in der Bundesrepublik Deutschland werden von ihm beleuchtet.

## Schriften (Auswahl)
- Die kanonische Formpflicht beim Abschluss von Mischehen. Schöningh, Paderborn 1965.
- Die Stellung des deutschen Protestantismus zu Ehescheidung, Wiederverheiratung und kirchlicher Trauung Geschiedener. Schöningh, Paderborn 1965.
- Franz Gescher nach seinen Briefen an Ulrich Stutz. In: Zeitschrift für Rechtsgeschichte. Band 99, Kanonistische Abteilung 68, 1982, S. 419–440.
- Kirchenkampf oder Katholikenverfolgung? Ein Beitrag zu dem gegenseitigen Verhältnis von Nationalsozialismus und christlichen Bekenntnissen. Christiana, Stein am Rhein 1991, ISBN 3-7171-0942-1.
- Das Priestertum in der nachkonziliaren Kirche. Una Voce, Düsseldorf 1993, ISBN 978-3-926377-12-8.
- Ego n.n. catholicae ecclesiae episcopus: Entstehung, Entwicklung und Bedeutung einer Unterschriftsformel im Hinblick auf den Universalepiskopat des Papstes. Duncker & Humblot, Berlin 1995, ISBN 3-428-08452-7.
- Kirchenrechtsquellen. In: Theologische Realenzyklopädie (TRE). Band 19, S. 1–44.
- Kraft aus Gottes Wort. Christiana, Stein am Rhein 1995, ISBN 978-3-7171-0987-7.
- Schuldbekenntnisse und Vergebungsbitten. Vereinigung St. Pius X., Stuttgart 2000, ISBN 3-932691-24-5.
- Echte und unechte Reform. Sarto, Stuttgart 2003, ISBN 3-932691-27-X.
- Die Ökumenismusfalle. Sarto, Stuttgart 2004, ISBN 3-932691-39-3.
- Die Organisation von Gerichtsbarkeit und Verwaltung in der Erzdiözese Mainz vom hohen Mittelalter bis zum Ende der Reichskirche. Selbstverlag der Gesellschaft für mittelrheinische Kirchengeschichte, Mainz 2004, ISBN 3-929135-44-2 (Bd. 2).
- Die Auseinandersetzungen zwischen den Mainzer Erzbischöfen und dem Heiligen Stuhl um die Dispensbefugnis im 18. Jahrhundert. Lang, Frankfurt am Main 2007, ISBN 978-3-631-55797-6.
- Drei Priestererzieher aus Schlesien. Paul Ramatschi, Erich Puzik, Erich Kleineidam. Verlag Franz Schmitt, Siegburg 2007, ISBN 978-3-87710-287-9.
- Das Versöhnungswerk des päpstlichen Legaten Giovanni B. Caprara. Die Rekonziliation der Geistlichen und Ordensangehörigen 1801–1808 (= Kanonistische Studien und Texte. Band 59). Duncker & Humblot, Berlin 2012, ISBN 978-3-428-13848-7.
- 300 Jahre gläubige und ungläubige Theologie: Abriss und Aufbau. Sarto Verlag, Bobingen 2017, ISBN 978-3-943858-85-3.
- Breslau – München – Mainz. Mein Lebensweg. Christiana-Verlag, Kißlegg 2022, ISBN 978-3-7171-1352-2.